# Forever Young (album d'Alphaville)
Pour les articles homonymes, voir Forever Young.
Albums de Alphaville
Afternoons in Utopia
(1986)
Singles
1. Big in Japan
Sortie : 12 janvier 1984
2. Sounds Like a Melody
Sortie : 17 mai 1984
3. Forever Young
Sortie : 21 septembre 1984
4. The Jet Set
Sortie : 28 février 1985

Forever Young est le premier album du groupe de synthpop/rock allemand Alphaville, sorti le 27 septembre 1984.

## Titres
Écrits et composés par Bernhard Lloyd, Marian Gold, Frank Mertens
| 1.    | A Victory of Love    | 4:14 |
| 2.    | Summer in Berlin     | 4:45 |
| 3.    | Big in Japan         | 4:43 |
| 4.    | To Germany with Love | 4:15 |
| 5.    | Fallen Angel         | 3:55 |
| 6.    | Forever Young        | 3:45 |
| 7.    | In the Mood          | 4:29 |
| 8.    | Sounds Like a Melody | 4:42 |
| 9.    | Lies                 | 3:32 |
| 10.   | The Jet Set          | 4:52 |
| 43:12 |                      |      |

## Composition du groupe
- Marian Gold : chant
- Bernhard Lloyd : claviers, programmation
- Frank Mertens : claviers

Musiciens additionnels:
- Ken Taylor : basse
- Curt Cress : batterie, percussions
- Wolfgang Loos : claviers additionnels, programmation
- Wednesday, Gulfstream, The Rosie Singers, The Claudias, Ralph Vornberger : choœurs
- Section de cordes de l'orchestre de l'Opéra allemand de Berlin

## Classements et certifications
| Classement (1984)             | Meilleure position |
| ----------------------------- | ------------------ |
| Allemagne (Media Control AG)  | 3                  |
| Autriche (Ö3 Austria Top 40)  | 16                 |
| États-Unis (Billboard 200)    | 180                |
| Norvège (VG-lista)            | 1                  |
| Pays-Bas (Mega Album Top 100) | 12                 |
| Suède (Sverigetopplistan)     | 1                  |
| Suisse (Schweizer Hitparade)  | 4                  |

| Pays           | Certifications |
| -------------- | -------------- |
| Afrique du Sud | Or             |
| Allemagne      | 3x Or          |
| France         | Or             |
| Norvège        | Or             |
| Suède          | Platine        |
| Suisse         | Or             |